# Малева (Ляене-Сааре)
Ма́лева (ест. Maleva küla) — село в Естонії, у волості Ляене-Сааре повіту Сааремаа.

## Населення
Чисельність населення на 31 грудня 2011 року становила 21 особу.

## Географія
Дістатися села можна автошляхом 124 (Лаадьяла — Кар'я).

## Історія
До 12 грудня 2014 року село входило до складу волості Каарма .